# Nati nel 1920/Senza giorno specificato
| Questa pagina contiene informazioni ricavate automaticamente dalle voci biografiche con l'ausilio del template Bio e di un bot. L'aggiornamento è periodico e automatico e ricostruisce completamente la pagina. Se manca una persona in questa lista, sei pregato di non aggiungerla, ma accertati piuttosto che la sua voce biografica contenga il template Bio e che i dati anagrafici siano correttamente compilati. Se il template Bio manca, inseriscilo tu stesso o, in alternativa, metti l'avviso {{tmp\|Bio}} che ne segnala la mancanza. Se i dati riportati sono sbagliati, correggi direttamente la voce biografica; le modifiche saranno visibili in questa lista entro pochi giorni. Per chiarimenti vedi il progetto biografie. La lista contiene solo le 95 persone che sono citate nell'enciclopedia e per le quali è stato implementato correttamente il template Bio. Pagina aggiornata al 18 ago 2025. |

- Carmelina Alberino, pittrice italiana († 2004)
- Luis Alonso Schökel, gesuita spagnolo († 1998)
- Minnie Alzona, scrittrice italiana († 2008)
- Edmondo Amati, produttore cinematografico italiano († 2002)
- Francesco Maria Antonini, medico italiano († 2008)
- Raffaele Arié, basso bulgaro († 1988)
- Celal Atik, lottatore turco († 1979)
- Ivo Bazzechi, fotografo italiano († 1975)
- Mehdi Ben Barka, politico e attivista marocchino († 1965)
- Pierre Benoit, zoologo e aracnologo belga († 1995)
- Rodolfo Betti, militare italiano († 1943)
- Nino Bonavolontà, direttore d'orchestra e musicista italiano († 2007)
- Cesarina Bracco, partigiana e scrittrice italiana († 2012)
- Antonio Broussard, militare italiano († 1940)
- Bruno Brunetti, pittore italiano († 1966)
- Giuseppe Cantafio, militare italiano († 1941)
- Giuseppe Cappelletto, militare italiano († 1942)
- Bruno Carloni, militare italiano († 1942)
- Giulio Castelli, imprenditore italiano († 2006)
- Luigi Cavaglià, militare italiano († 1942)
- Elena Cazzulani, scrittrice italiana († 2007)
- Alberto Cento, francesista italiano († 1968)
- Raffaele Contigiani, architetto e pittore italiano († 2008)
- Silvio Coppola, architetto, designer e grafico italiano († 1985)
- Lia Curci, attrice italiana († 1998)
- Silvestro Curotti, militare e partigiano italiano († 1944)
- Durga Das, pallanuotista indiano
- Costantino Della Casa, giornalista e fotografo italiano († 1970)
- Giuseppe Felice, militare italiano († 1941)
- Feng Zhe, attore cinese († 1969)
- Roger Fenonjois, ballerino, coreografo e direttore artistico francese († 2002)
- Giuseppe Ferrari, politico italiano († 2001)
- Mira Fuchrer, attivista polacca († 1943)
- Maria Gardena, attrice e architetta italiana († 2008)
- Italo Gastaldi, partigiano italiano († 1944)
- Ghulam Qadir Khan, principe e politico pakistano († 1988)
- Irving Gould, imprenditore canadese († 2004)
- Harry Gwala, politico e insegnante sudafricano († 1995)
- Bill Harvey, allenatore di calcio e calciatore inglese († 2002)
- Muzaffar Hassan, ammiraglio e politico pakistano († 2012)
- Alberto Jacoviello, giornalista e scrittore italiano († 1996)
- Enji Kakimoto, aviatore e militare giapponese († 1944)
- Halil Kaya, lottatore turco († 2000)
- Placido La Torre, anarchico e avvocato italiano († 2008)
- Carlo Laurenzi, scrittore e giornalista italiano († 2003)
- Guglielmo Lusignoli, architetto e pittore italiano († 2003)
- Le Sang, artista marziale vietnamita († 2010)
- Michele Macrì, militare italiano († 1940)
- Antonina Makarova, criminale di guerra russa († 1979)
- Teresa Mantero, filologa classica italiana († 1994)
- Erasmo Marrè, partigiano italiano († 2011)
- Kimani Maruge, filantropo keniota († 2009)
- Salvo Mastellone, storico italiano († 2012)
- Silvana Mauri, giornalista, scrittrice e traduttrice italiana († 2006)
- Pietro Mazzamuto, critico letterario e scrittore italiano († 2010)
- Giovanni Menzani, politico, partigiano e antifascista italiano († 1970)
- Victor Meyer, psicologo polacco († 2005)
- Eraldo Miscia, scrittore, poeta e critico letterario italiano († 1983)
- Jozef Molnár, calciatore slovacco († 1993)
- Luigi Monteleone, scrittore italiano († 2004)
- Kenneth Morgan, attore inglese († 1949)
- Mario Morgantini, partigiano italiano († 1945)
- Kunimori Nakakariya, aviatore giapponese
- Ferenc Németh, cestista ungherese († 2014)
- Pavel Nerad, cestista cecoslovacco († 1976)
- Eric Nord, attore e poeta statunitense († 1989)
- Camillo Pabis Ticci, giocatore di bridge italiano († 2003)
- Giuseppe Pagliarini, attore italiano († 1999)
- Mario Paolini, militare e partigiano italiano († 1944)
- Maurice Pelling, scenografo statunitense († 1973)
- Pietro Pintus, critico cinematografico italiano († 2001)
- Umberto Piombino, scultore e ceramista italiano († 1995)
- Reginaldo Maria Pizzorni, presbitero e teologo italiano († 2014)
- Enzo Provenzale, produttore cinematografico, sceneggiatore e regista cinematografico italiano († 1990)
- Sarangapani Raman, calciatore indiano († 1991)
- Mario Ravnić, calciatore jugoslavo
- Kenneth Royce, scrittore inglese († 1997)
- Ivana Rumor, attrice, showgirl e circense italiana († 1992)
- Nagalingam Shanmugathasan, politico cingalese († 1993)
- Guido Signorelli, militare italiano († 1943)
- Sashi Mahendra Singh, allenatore di calcio e dirigente sportivo figiano († 1990)
- Mario Socrate, ispanista, poeta e romanziere italiano († 2012)
- Bruno Staffa, militare italiano († 1943)
- Giovanni Starace, militare italiano († 1973)
- Leonard Stringfield, saggista statunitense († 1994)
- Elisabeta Strul, rumena († 2013)
- Shemaryahu Talmon, biblista polacco († 2010)
- Giuseppe Toigo, militare italiano († 1955)
- Alfredo Tragni, imprenditore, dirigente sportivo e calciatore italiano († 2009)
- Tsai Bon-hwa, cestista e allenatore di pallacanestro taiwanese († 1976)
- Christy Walsh, cestista irlandese († 1985)
- Franz Zeyringer, violista austriaco († 2009)
- Ahmad bin Ali al-Thani, sovrano qatariota († 1977)
- Antonio de la Hoz, calciatore e allenatore di calcio colombiano († 2010)
- Siri Çarçani, partigiano, avvocato e politico albanese († 2007)